# Madrid-Barajas Lufthavn
Adolfo Suárez Madrid-Barajas Lufthavn, (spansk: Aeropuerto Adolfo Suárez Madrid-Barajas), (IATA: MAD, ICAO: LEMD) er en international lufthavn provinsen Barajas, 12 km fra centrum af Madrid i Spanien. I 2009 ekspederede den 48.270.581 passagerer og 435.179 flybevægelser, hvilket gør den til landets største, foran Barcelona Lufthavn og Palma de Mallorca Lufthavn. I juni 2010 var Barajas Lufthavn den 12. største i verden målt på passagertal. Lufthavnen er opkaldt efter den tidligere spanske regeringsleder Adolfo Suárez.